# Argyria
Genre
Argyria est un genre de papillons de nuit de la famille des Crambidae.

## Liste des taxons de rang inférieur
Liste des espèces selon GBIF (1er octobre 2021) :
- Argyria antonialis Schaus, 1922
- Argyria argentana Martyn, 1797
- Argyria argyrodis Dyar, 1914
- Argyria argyrostola Hampson, 1919
- Argyria auratella Clemens, 1860
- Argyria centrifugens Dyar, 1914
- Argyria critica Forbes, 1920
- Argyria croceicinctella Walker, 1863
- Argyria croceivittella Walker, 1863
- Argyria diplomochalis Dyar, 1914
- Argyria divisella Walker, 1866
- Argyria examinalis Meyrick, 1931
- Argyria furvicornis Zeller, 1877
- Argyria hannemanni Bleszynski, 1860
- Argyria heringi Bleszynski, 1960
- Argyria insons Felder, 1875
- Argyria kadenii Zeller, 1863
- Argyria lacteella Fabricius, 1794
- Argyria lucidella Zeller, 1863
- Argyria lusella Zeller, 1863
- Argyria mesodonta Zeller, 1877
- Argyria mesogramma Dyar, 1914
- Argyria mesozanalis Hampson, 1919
- Argyria nivalis Drury, 1773
- Argyria nummulalis Hübner, 1818
- Argyria opposita Zeller, 1877
- Argyria oxytoma Meyrick, 1932
- Argyria pictella Schaus, 1922
- Argyria polyniphas Meyrick, 1932
- Argyria pontiella Zeller, 1877
- Argyria pusillalis Hübner, 1818
- Argyria quevedella Schaus, 1922
- Argyria rileyella Dyar, 1914
- Argyria rufisignella Zeller, 1872
- Argyria schausella Dyar, 1914
- Argyria sordipes Zeller, 1877
- Argyria strophaea Meyrick, 1905
- Argyria subtilis Felder, 1875
- Argyria supposita Dyar, 1914
- Argyria tenuistrigella Schaus, 1922
- Argyria ventella Schaus, 1922
- Argyria vesta Bleszynski, 1862
- Argyria vestalis Butler, 1878
- Argyria xanthoguma Dyar, 1914